# Mysterium (jeu)
Pour les articles homonymes, voir Mysterium.
Ne doit pas être confondu avec Mysterium (jeu vidéo).
Mysterium (Titre original : Tajemnicze Domostwo) est un jeu de société créé par Oleksandr Nevskiy et Oleg Sidorenko. Il a été illustré par Igor Burlakov. Il s'agit d'un jeu coopératif dans lequel les joueurs incarnent des extra-lucides cherchant à élucider un meurtre commis. Les extralucides sont aidés par un fantôme qui leur envoie des visions pour leur permettre d'avancer dans leurs enquêtes.

## Principe
Un meurtre a été commis il y a quelques années dans un manoir. Le nouveau propriétaire a décidé de réunir quelques amis médiums afin d'élucider le mystère.
Un joueur joue le fantôme, tandis que les autres joueurs jouent les médiums. Chacun se voit associer un personnage, un lieu et une arme, que seul le fantôme connait. Pour faire deviner ces différents éléments, le fantôme dépose devant chaque joueur des cartes avec des dessins. 
Chaque joueur doit tout d'abord trouver la carte représentant son suspect, puis le lieu du crime et enfin l'arme du crime. Si après le premier tour, un joueur n'a pas trouvé qui était son suspect, le fantôme lui remet une ou plusieurs autres cartes, et ainsi de suite. Le joueur en question devra essayer de trouver l'idée commune entre ses différentes cartes tout en les reliant au portrait du suspect. Pendant ce temps, les autres joueurs ayant trouvé leur suspect se voient attribuer d'autres cartes chacun par le fantôme pour qu'ils trouvent le lieu du crime. Le même procédé est appliqué pour les trois étapes du jeu. 
En 7 tours, chaque joueur doit avoir trouvé sa combinaison. La phase finale sert à deviner quel suspect est le vrai meurtrier. 
Mysterium se joue de 2 à 7 joueurs. Mais à moins de 3 joueurs, il faut appliquer une version spéciale des règles. Il est donc plus simple de faire les premières parties entre 4 et 7 joueurs.
Le jeu est un mélange de Cluedo et de Dixit[réf. nécessaire],.

## Récompenses
- As d'or prix tout public 2016

## Adaptation en jeu vidéo
Mysterium a été adapté en jeu vidéo. Il a été développé par et édité par Asmodee Digital et est sorti en 2017 sur Windows, iOS et Android.
Cette adaptation a reçu la note de 8/10 dans le magazine Canard PC.